# Gay Caswell
Pour les articles homonymes, voir Caswell.
Gay White Caswell, née le 30 mai 1948 et morte le 2 janvier 2025 à Prince Albert (Saskatchewan), est une écrivaine et une femme politique provinciale canadienne de la Saskatchewan. Elle représente la circonscription de Saskatoon Westmount à titre de députée du Parti progressiste-conservateur de la Saskatchewan de 1982 à 1986.

## Biographie
Née Gay White à Davidson en Saskatchewan, elle est la fille d'Eric W. White et d'Ann Patricia Foster. En 1971, elle épouse John R. Caswell. Vivant à Saskatoon, elle défait le député-sortant de longue date, John Edward Brockelbank, en 1982. Ce dernier reprend son siège en 1986, alors que Caswell tente d'être réélue.
En septembre 2009, procureur principal de la Couronne de la Saskatchewan, Wayne Buckle, reçoit 50 000$ en dommage et intérêt pour des commentaires inscrit sur le blogue de Caswell. De plus, les commentaires sont sommés d'être retirés. En 2009, elle vit à Brabant Lake (en)